# DN22G
De DN22G (Drum Național 22G of Nationale weg 22G) is een weg in Roemenië. Hij vormt de rondweg van Tulcea. De weg is 5 kilometer lang.